# استان سکیکده
سکیکده یکی از استان‌های کشور الجزایر است که در نوار ساحلی شرقی مدیترانهٔ این کشور قرار دارد.